# Szír-sivatag
A Szír-sivatag vagy Szír-Arab-sivatag (arabul بادية الشام, angolos átírással [Bādiyat al-Shām]) sivatagos, félsivatagos, száraz, terméketlen terület a Közel-Keleten, amely
- Szíria keleti felén
- Jordánia keleti szélén
- Irak nyugati részén
- Szaúd-Arábia északi részén

terül el. (Szaúd-Arábiában a Nefúd-sivatagba megy át.) Területe több mint 500 000 km².
A sivatag jelentős része Szíria területén fekszik, ahol az 500-600 méter magas fennsíkot a szikla- és agyagsivatagok uralják, melyekből néhány törmeléklejtőkkel övezett röghegység emelkedik ki. A sivatag legmagasabb pontja itt, Szíriában van, 1390 méter.

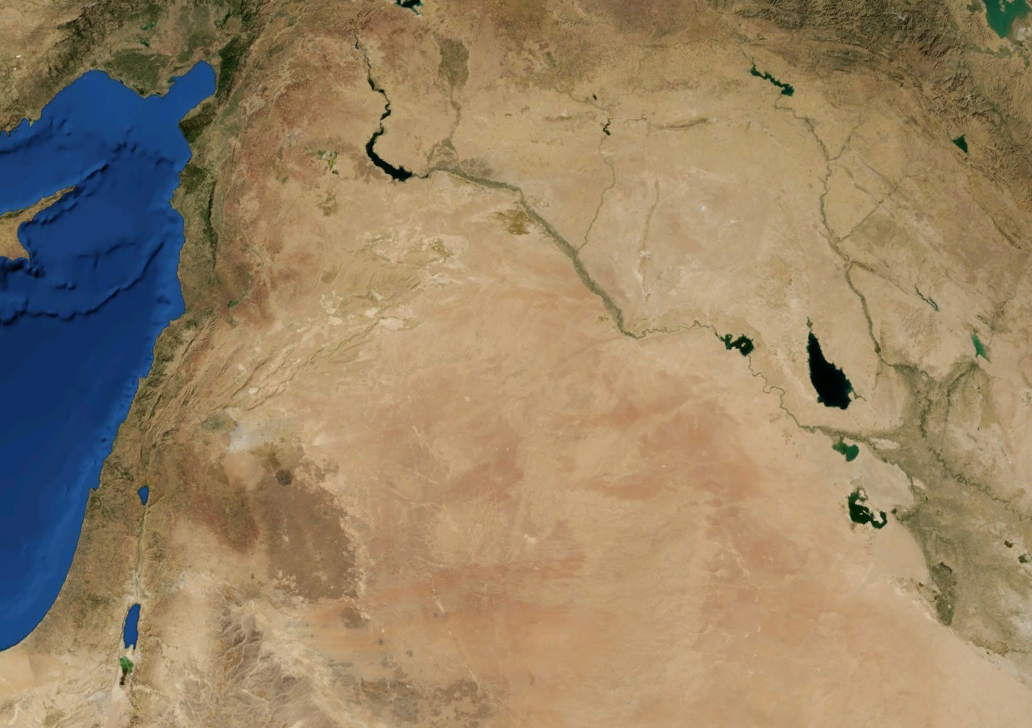
Műholdkép

A több országon elnyúló egyhangú tájat csak elvétve tagolják szigethegyek, réteglépcsők, lefolyástalan medencék, szárazvölgyek (vádik). A vádik léte arról tanúskodik, hogy valamikor több csapadék öntözte e kietlen tájat. Manapság - csak a téli hónapokban előforduló, igen ritka - néhány kiadósabb zápor után zöldül ki a sivatag; ilyenkor megjelennek a fekete sátraikkal a messze földet bejáró beduinok és tevéikkel, juhaikkal lelegeltetik a frissen sarjadó füvet.

## Fordítás
- Ez a szócikk részben vagy egészben  a   Syrische Wüste című német Wikipédia-szócikk fordításán alapul.  Az eredeti cikk szerkesztőit annak laptörténete sorolja fel. Ez a jelzés csupán a megfogalmazás eredetét és a szerzői jogokat jelzi, nem szolgál a cikkben szereplő információk forrásmegjelöléseként.
- Ez a szócikk részben vagy egészben  a   Syrian Desert című angol Wikipédia-szócikk fordításán alapul.  Az eredeti cikk szerkesztőit annak laptörténete sorolja fel. Ez a jelzés csupán a megfogalmazás eredetét és a szerzői jogokat jelzi, nem szolgál a cikkben szereplő információk forrásmegjelöléseként.